# Styrax argenteus
Styrax argenteus is een plantensoort uit de familie Styracaceae. Het is een groenblijvende boom die gewoonlijk tot 20 meter hoog wordt. Sommige exemplaren worden tot 30 meter hoog. De soort staat op de Rode Lijst van de IUCN geklasseerd als 'niet bedreigd'.
De soort komt voor in Mexico en Centraal-Amerika. Hij groeit daar in vochtige en zowel seizoensgebonden groenblijvende of bladverliezende bossen. De boom groeit ook in open gebieden met struikgewas, vochtige ravijnen, droge kalksteenruggen en bosranden.
De boom wordt uit het wild geoogst vanwege zijn aromatische hars en vruchten, die plaatselijk worden gebruikt. De vruchten worden verkocht op lokale markten. De hars wordt gebruikt als wierook ik de kerk. De geurige bloemen worden samen met limoenblaadjes gekookt en het water wordt gebruikt als parfum.